# Maria Czubaszek
Maria Alicja Czubaszek-Karolak z domu Bacz (ur. 9 sierpnia 1939 w Warszawie, zm. 12 maja 2016 tamże) – polska pisarka i satyryczka, autorka tekstów piosenek, scenarzystka, felietonistka, dziennikarka, komentatorka życia społecznego i politycznego oraz jurorka licznych przeglądów kabaretowych.

## Życiorys

### Młodość i wykształcenie
Urodziła się i mieszkała w Warszawie. Jej rodzice, Stanisław Bacz i Urszula z d. Łagoda, pochodzili ze Lwowa; matka była bibliotekarką, a ojciec, z wykształcenia inżynier, pracował w Banku Gospodarstwa Krajowego. Miała młodszą o 12 lat siostrę Ewę, z którą w dorosłym życiu nie utrzymywała kontaktu.
Uczęszczała do Liceum im. Stefana Batorego w Warszawie, jednak maturę zdała w żeńskim Liceum im. Narcyzy Żmichowskiej. Przeniosła się tam na pół roku przed końcem szkoły, po groźbie niedostania się na studia wskutek sprzeczki z klasowym kolegą, synem działacza partyjnego. Studiowała filologię angielską i dziennikarstwo na Uniwersytecie Warszawskim, lecz żadnego z tych kierunków nie skończyła. Na studiach dziennikarskich odbyła praktyki zawodowe w „Gazecie Krakowskiej” i „Przeglądzie Sportowym”. Studia porzuciła na czwartym roku nauki dla pracy w Programie I Polskiego Radia.

### Kariera zawodowa
W 1960 rozpoczęła karierę zawodową w Programie I Polskiego Radia, gdzie pracowała najpierw jako sekretarka w biurze reklamy, a następnie jako opiekun techniczny. Zadebiutowała jako autorka tekstów reklamowych sloganem: Jeśli chcesz mieć radio, to sobie kup w audycji reklamowej Kabarecik Reklamowy w reż. Jerzego Dobrowolskiego. W 1966, na zaproszenie Jacka Janczarskiego, przeszła do redakcji Programu III Polskiego Radia, dla którego tworzyła słuchowiska emitowane w Ilustrowanym Tygodniku Rozrywkowym. Stworzyła także audycje: Dym z papierosa, Serwus, jestem nerwus i Dzień dobry, jestem z Kobry. Jej audycje satyryczne wykonywali m.in. Irena Kwiatkowska, Bohdan Łazuka, Wojciech Pokora i Jerzy Dobrowolski. Sama w swoich audycjach nie występowała, dlatego wśród słuchaczy pojawiła się plotka, że w ogóle nie istnieje, a jej nazwisko jest pseudonimem innego autora; plotka stała się tematem felietonów Jerzego Urbana w „Szpilkach”. Prowadziła cykl audycji Bieg przez plotki, pojawiała się także w programach Ilustrowany Magazyn Autorów i Powtórka z rozrywki.
Od 1965 pisała teksty piosenek dla innych wykonawców; pierwszy tekst – do utworu „Kochać można byle jak” – napisała na zlecenie Andrzeja Dąbrowskiego do muzyki Wojciecha Karolaka. Oprócz utworów pisanych z mężem, pisała też do muzyki kompozytorów, takich jak Janusz Koman, Andrzej Dąbrowski, Henryk Majewski, Jacek Malinowski, Jerzy Milian, Zbigniew Namysłowski, Ryszard Poznakowski czy Jan Ptaszyn Wróblewski. Piosenki z jej tekstami śpiewali m.in. Alibabki, Ewa Bem, Kasia Cerekwicka, Andrzej Dąbrowski, Renata Kretówna, Ewa Kuklińska, Grażyna Łobaszewska, Grzegorz Markowski, Krystyna Prońko, Ryszard Rynkowski, Trubadurzy czy Vox. W 1972 została członkinią sekcji Autorów Utworów Literackich Małych Form Stowarzyszenia Autorów ZAiKS.
Od maja 1976 była etatowym członkiem redakcji literacko-satyrycznego tygodnika „Szpilki”, dla którego początkowo pisała satyryczne felietony, a następnie przeprowadzała wywiady. W latach 70. okazjonalnie pisała teksty do programów Bajka dla dorosłych i Ekspres.
Od 1977 była jurorką w Lidzbarskich Wieczorach Humoru i Satyry, poza tym kilkakrotnie jurorowała na Tarnowskim festiwalu kabaretowym PAKAdemia i Ogólnopolskim Festiwalu Kabaretowym Trybunały Kabaretowe w Piotrkowie Trybunalskim, Ogólnopolskim Festiwalu Skeczu i Małych Form Teatralnych „Kadr” w Warszawie oraz była przewodniczącą jury podczas Ogólnopolskich Spotkań z Piosenką Kabaretową w Ostrołęce.

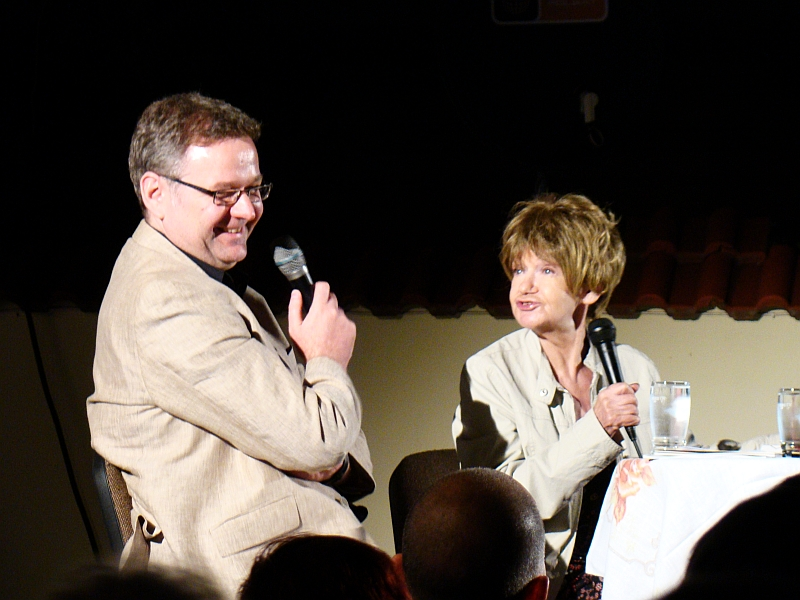
Artur Andrus i Maria Czubaszek (2011)

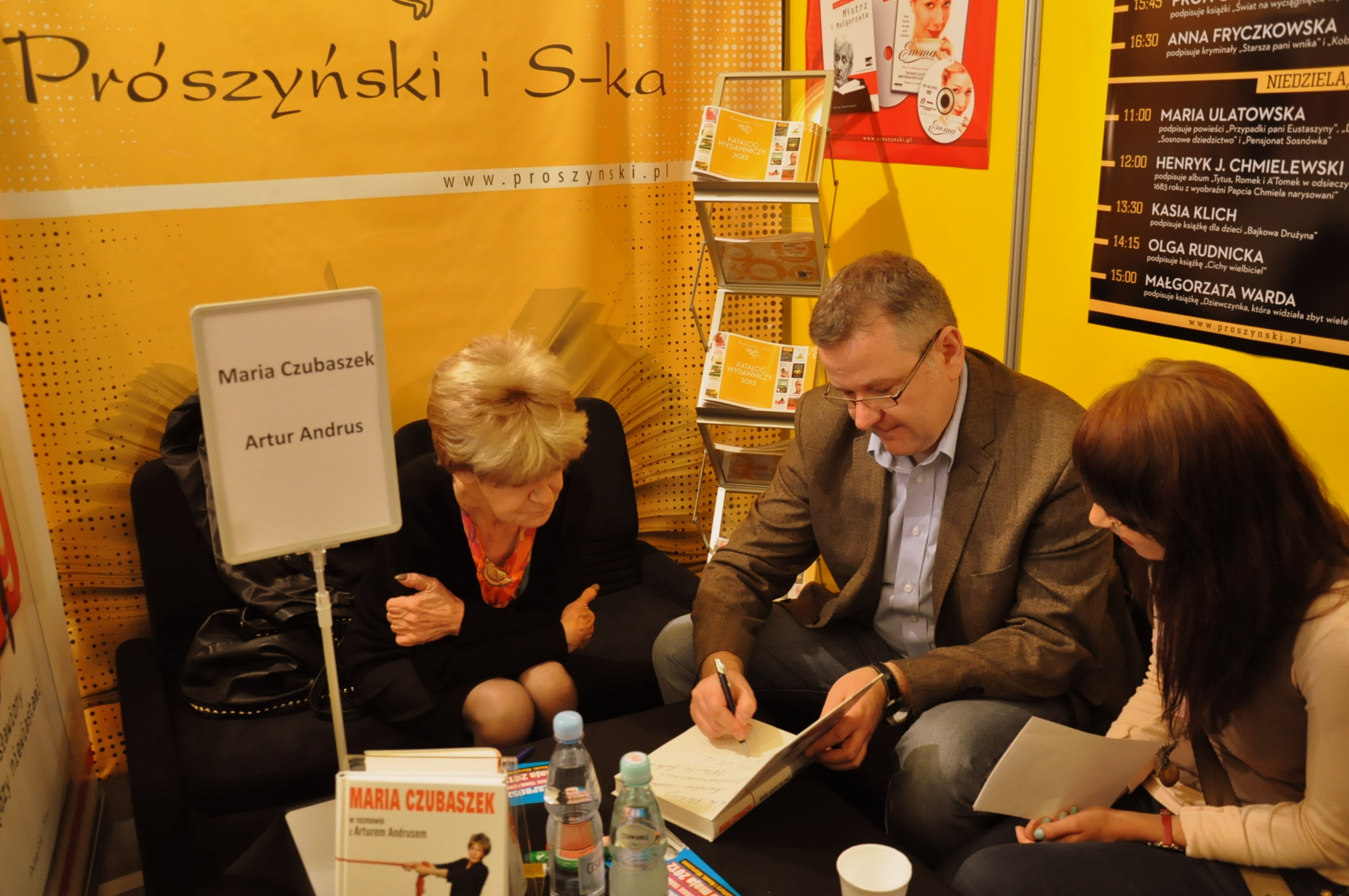
Maria Czubaszek i Artur Andrus podpisują swoje książki na III Warszawskich Targach Książki (2012)

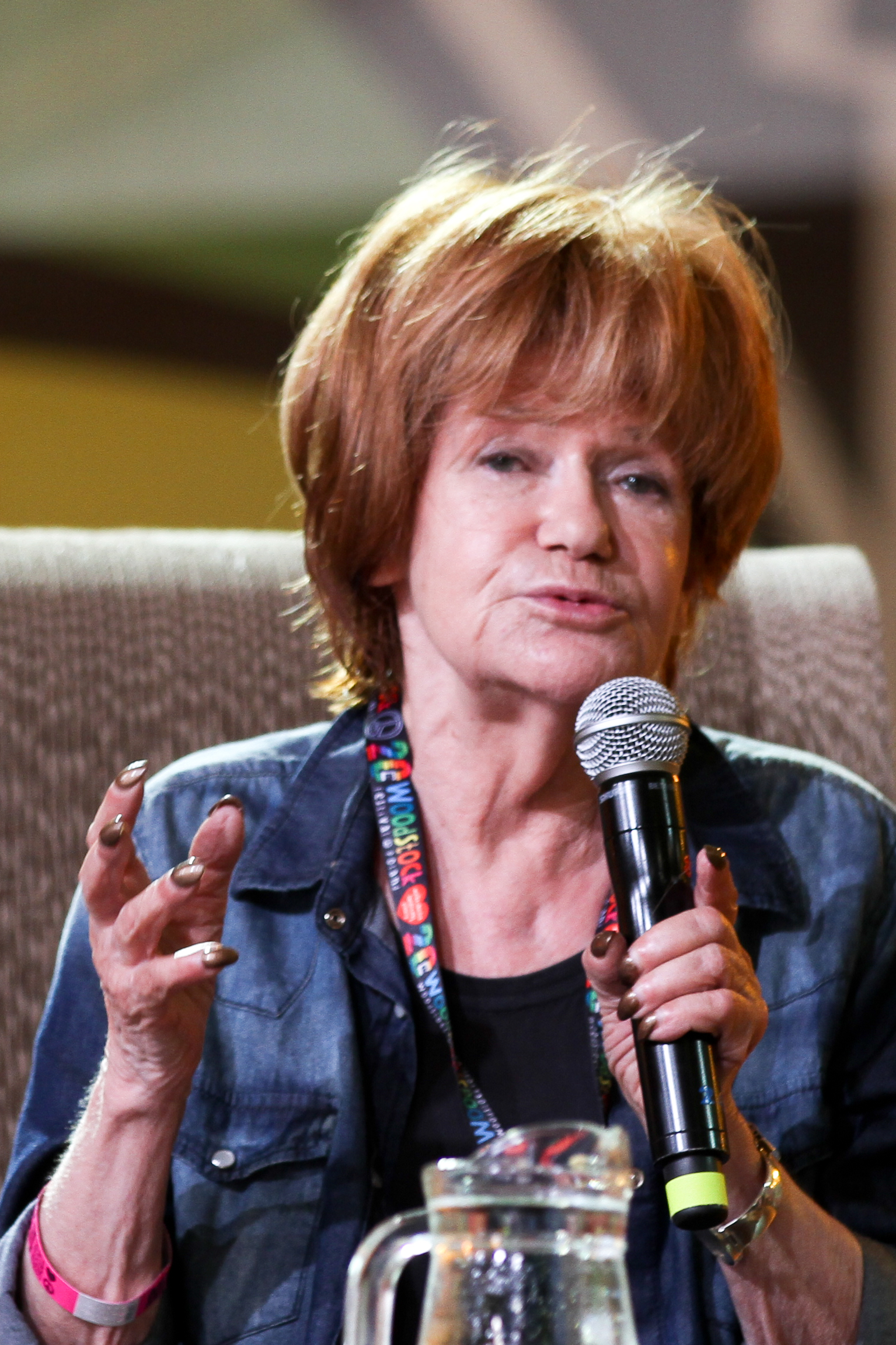
Czubaszek na XX Przystanku Woodstock (2014)

W 1980 ukazała się książka pt. Na wyspach Hula-Gula, będąca zbiorem tekstów pisanych przez Czubaszek dla radia, telewizji i „Szpilek”. Również w 1980 premierę miała sztuka Kwadrat, którą napisała z okazji jubileuszu pięciolecia w Teatru Kwadrat w Warszawie. Na początku lat 80. współtworzyła spektakl kabaretowy Włącz kolor wystawiany w Teatrze „Studio Buffo” w Warszawie. W 1981 premierę miały dwa filmy, do których napisała dialogi: Filip z konopi i Murmurando. Pod koniec lat 90. napisała scenariusz do serialu Lot 001 (1998–1999). W 2003 współtworzyła scenariusz do serialu Psie serce, w latach 2004–2005 pracowała przy serialu Na Wspólnej. W latach 2005–2010 była członkiem redakcji programu HBO na stojaka, pełniła funkcję kierownika literackiego.
W 2006 zaczęła prowadzić Blog niecodzienny dla Wirtualnej Polski, w którym komentowała bieżące wydarzenia w formie dialogów z „córką swojej sąsiadki”. Blog cieszył się dużą popularnością w sieci i znajdował się w czołówce najchętniej czytanych blogów w Polsce. Zaczęła także pisać felietony dla magazynu „Mój Pies” i serwisu internetowego Psy.pl. 8 marca 2007 uczestniczyła w spotkaniu z Marią Kaczyńską w Pałacu Prezydenckim, podczas którego wraz z innymi przedstawicielkami świata kultury i mediów apelowała o niezmienianie przepisów Konstytucji RP dot. ochrony życia. W lipcu 2007 była jurorką podczas 7. edycji Festiwalu Dobrego Humoru w Gdańsku. W styczniu 2008 została felietonistką magazynu „Zwierciadło”, a od września 2008 prowadziła program Magia magla, przegląd prasy kolorowej w portalu WP Kultura. W latach 2008–2009 współtworzyła scenariusz serialu BrzydUla – odpowiadała m.in. za teksty Violetty Kubasińskiej (granej przez Małgorzatę Sochę), które spotkały się z ciepłym odbiorem wśród widzów. W 2009 została komentatorką w programie Włodzimierza Zientarskiego Męski interes emitowanym w Polsat Play.
20 maja 2009 z rąk ministra kultury i dziedzictwa narodowego Bogdana Zdrojewskiego odebrała Złoty Medal „Zasłużony Kulturze Gloria Artis”.
W latach 2009–2010 pisała felietony do magazynu „Kawa”. Od 2010 występowała w roli babci Maggie Mekintosz Owens w improwizowanym serialu Spadkobiercy. Od kwietnia 2010 jej felietony ukazywały się w miesięczniku „Sukces”. Felietony pisała także do pisma „Pani”. Przez wiele lat pracowała jako dziennikarka i przygotowywała wywiady m.in. dla „Przekroju” i „Vivy”. Również od 2010 występowała regularnie w programie śniadaniowym Pytanie na śniadanie, w którym komentowała bieżące wydarzenia w świecie show-biznesu w cyklu Alicji Resich-Modlińskiej Bita śmietanka towarzyska, następnie pokazywanym jako cykl Czubaszek na śniadanie. W październiku 2010 zajęła pierwsze miejsce w plebiscycie „Vivat Nienajpiękniejsi”, będącym parodią wyborów Viva! Najpiękniejsi. W 2011 występowała w programie 66 – dobre, bo polskie realizowanego w ramach cyklu 66... dla TVN Style, była także nominowana do nagrody „Serce dla zwierząt”. We wrześniu 2011 została stałą komentatorką Szkła kontaktowego nadawanego w TVN24. We wrześniu 2012 za programy Szkło kontaktowe i Czubaszek na śniadanie była nominowana do Róż Gali w kategorii „media”.
W 2012 ukazała się jej książka biograficzna pt. Każdy szczyt ma swój Czubaszek, będąca wywiadem-rzeką przeprowadzonym przez Artura Andrusa. Dopełnieniem rozmów są fragmenty satyrycznej i literackiej twórczości Czubaszek oraz liryczne, a zarazem ironiczne, ilustracje jej męża, Wojciecha Karolaka. W 2013 ukazała się kontynuacja książki – Boks na Ptaku, czyli każdy szczyt ma swój Czubaszek i Karolak, zawierająca rozmowy z Wojciechem Karolakiem. Również w 2013 użyczyła głosu postaci babci w polskiej wersji językowej filmu animowanego Rysiek Lwie Serce, a 1 kwietnia zapowiadała pociągi na stacji kolejowej Warszawa Wschodnia w ramach akcji „Pociągi pod Trójkowym nadzorem”. W 2014 była gościem XX Przystanku Woodstock w ramach „Akademii Sztuk Przepięknych”, a do sprzedaży trafiła książka pt. Blog niecodzienny, będąca zbiorem jej felietonów pisanych dla WP od 2006.
W listopadzie 2014 zaczęto emitować reklamy telewizyjne w ramach kampanii bożonarodzeniowej sklepów Empik pod hasłem „Empik każdego inspiruje inaczej” z udziałem m.in. Czubaszek. Jej udział w spotach był krytykowany przez część klientów salonów oraz prawicowe media, które przypominały, że Czubaszek otwarcie opowiadała o poddaniu się aborcji oraz deklarowała, iż nie obchodzi świąt Bożego Narodzenia. W grudniu prezes Empiku Olaf Szymanowski przeprosił klientów urażonych reklamami z udziałem Czubaszek.
We wrześniu 2015 premierę miała jej książka autobiograficzna pt. Dzień dobry, jestem z kobry. Czyli jak stracić przyjaciół w pół minuty i inne antyporady. Kilka dni po śmierci Czubaszek, 17 maja 2016, do sprzedaży trafiła autobiografia Czubaszek pt. Nienachalna z urody.

### Śmierć
Zmarła 12 maja 2016 w Warszawie, w wieku 76 lat. Przyczyną śmierci było wycieńczenie organizmu oraz komplikacje związane z funkcjonowaniem układu krążenia. Pogrzeb odbył się 18 maja 2016, jej prochy zostały złożone na Cmentarzu Wojskowym na Powązkach (Q kol. 7-2-3). Zgodnie z jej wolą pogrzeb miał charakter świecki. Mowę pożegnalną wygłosił dziennikarz Artur Andrus. Przytoczył fragment epitafium, które Jonasz Kofta napisał dla Louisa Armstronga.

Śmierć się ludziom przytrafia potocznie... Umiemy uśmiechem ją zbyć... Teraz po prostu odpoczniesz... Tylko nam będzie trudniej żyć... Trudniej, smutniej, nudniej...

## Wpływ na popkulturę
25 maja 2013 podczas Sobotniej Wielkiej Majówki w gdańskim Teatrze Leśnym odbył się koncert Czubaszki, czyli Maria Czubaszek i jej piosenki z piosenkami napisanymi do tekstów Czubaszek.
We wrześniu 2014 była jedną z bohaterek książki Krzysztofa Feusette’a pt. Alfabet salonu, w którym autor opisał 80 postaci kojarzonych z mediami.
Od 10 do 12 października 2014 w Polanicy-Zdroju odbywał się pierwszy 1. Festiwal Marii Czubaszek, którego pomysłodawcą, organizatorem i reżyserem był Hirek Wrona. Kolejne festiwale, organizowane pod nazwą Cały Kazio, odbyły się w 2015 i 2016.
Stała się bohaterką pracy magisterskiej pt. „Dowcip językowy w słuchowisku radiowym Marii Czubaszek »Dym z papierosa«” obronionej na Wydziale Polonistyki Uniwersytetu Jagiellońskiego przez Ewelinę Paszko.
W 2021 Prószyński i S-ka wydało jej biografię "Maria Czubaszek. W coś trzeba nie wierzyć" pióra Violetty Ozminkowski.

## Życie prywatne
5 maja 1959 wyszła za Wiesława Czubaszka, z którym rozwiodła się po 10 latach małżeństwa. Przez kilka lat pozostawała w nieformalnym związku z Jackiem Janczarskim. Jej drugim mężem został muzyk Wojciech Karolak, z którym związana była aż do śmierci. W 2009 stacja TVN przedstawiła o nich film z cyklu filmów dokumentalnych „Taka miłość się nie zdarza...”, w 2010 otrzymali Srebrne Jabłko (nagrodę przyznawaną „najwspanialszym polskim parom” w plebiscycie czytelników miesięcznika „Pani”), a 28 października 2013 w Muzycznym Studiu Polskiego Radia im. Agnieszki Osieckiej w Warszawie odbył się ich benefis.
Nie miała dzieci. Dokonała dwóch aborcji, co ujawniła w 2012 podczas realizacji programu Uwaga! Kulisy sławy. Również w 2012 otrzymała Okulary Równości, nagrodę przyznawaną przez Fundację im. Izabeli Jarugi-Nowackiej, za „osobistą odwagę w głoszeniu poglądów, niezłomność w przełamywaniu tabu dotyczącego aborcji i obronę prawa kobiet do świadomego wyboru w kwestii posiadania dzieci”.
Określała się jako ateistka. W książce Dzień dobry, jestem z Kobry z 2015 wyznała, że dwa razy próbowała popełnić samobójstwo. Opowiadała się za eutanazją. Przez ponad 50 lat paliła papierosy.

## Nagrody i wyróżnienia

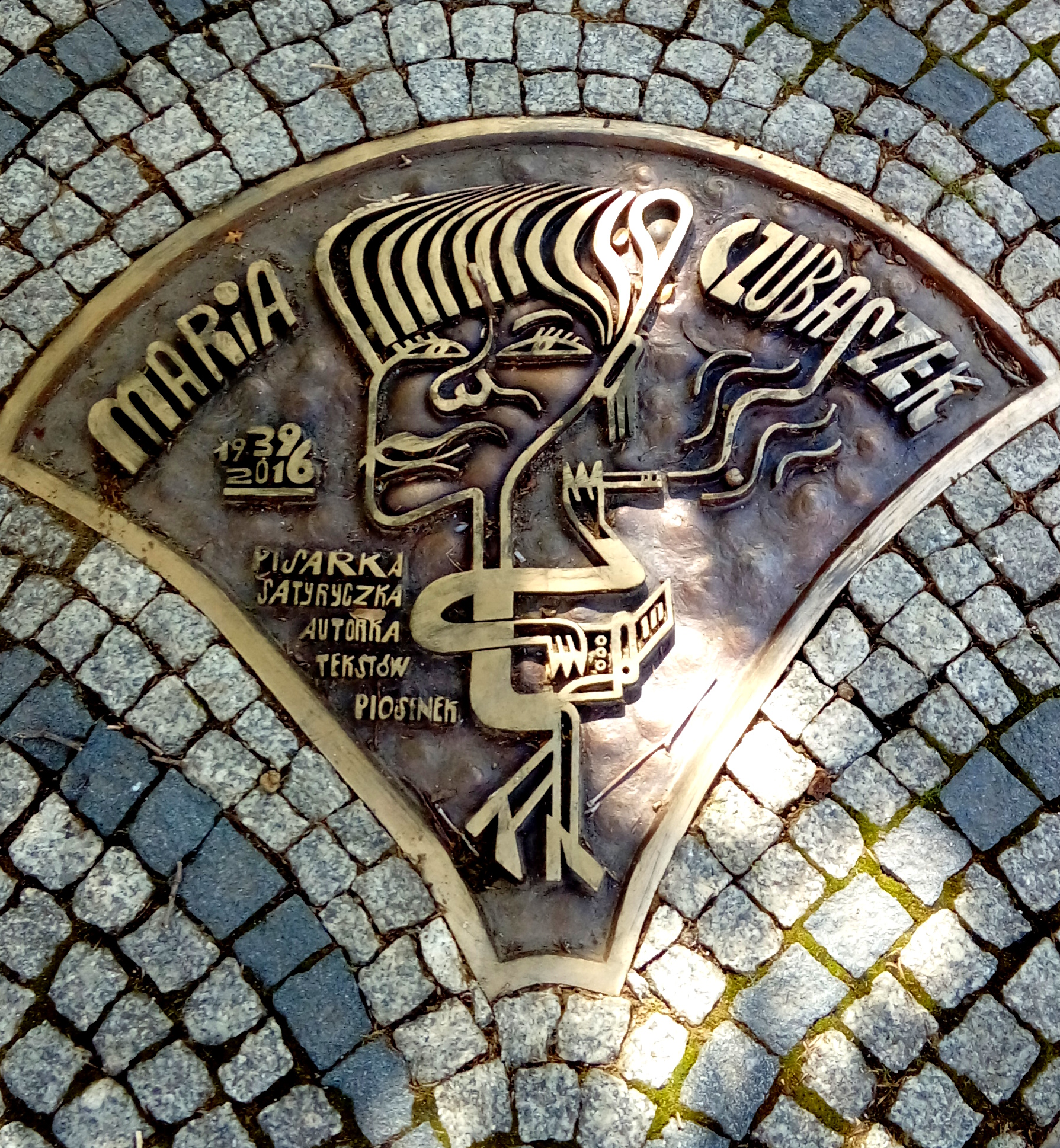
Tablica pamiątkowa w Alei Gwiazd Satyrykonu na głównym deptaku Legnicy (ul. Najświętszej Marii Panny)

- 1968: Nagroda Komitetu ds. Radia i TV za cykliczną audycję rozrywkowo-reklamową „Niedzielne rendez-vous”
- 1971: Nagroda prezesa Komitetu ds. Radia i TV
- 1975: Złoty Mikrofon
- 2009: Złoty Medal „Zasłużony Kulturze Gloria Artis”[90]
- 2014: laureatka Nagrody Osobowości i Sukcesy Roku w kategorii osobowość telewizyjna[91][92]

W 2011 została nominowana w studenckim plebiscycie MediaTory w kategorii „AkumulaTOR” oraz do Nagrody Akademii Telewizyjnej Wiktory 2010 w kategorii Wiktor Publiczności. 20 sierpnia 2011 podczas XXXII LWHiS w Lidzbarku Warmińskim odsłoniła swoją tablicę pamiątkową w Alei Gwiazd Kabaretu, alei wzorowanej na słynnej Promenadzie Gwiazd w Międzyzdrojach.
14 czerwca 2019 w alei pamięci na ul. Najświętszej Marii Panny w Legnicy odsłonięto tablicę Marii Czubaszek.

## Twórczość

### Słuchowiska radiowe
- Z wizytą u Kazia
- Serwus, jestem nerwus
- Dym z papierosa
- Ciocia i Kazio
- Cały Kaczor, cały on!
- Dialogi małżeńskie
- Dzień dobry, jestem z Kobry
- Dzyń, dzyń
- Jemiołuszki
- Kobieta i mężczyzna
- Małgorzaty jego życia
- Maria i Jerzy
- Maria w kawiarni
- Przez łzy do szczęścia
- Przygody Holmesa
- Różne skecze i monologi
- Udane małżeństwa
- Życie w zachwycie

### Programy rozrywkowe
- Piosenki na boku (1982)
- Z blondynką w tle, reż. Anna Barcikowska (1997)[95]

### Teksty piosenek

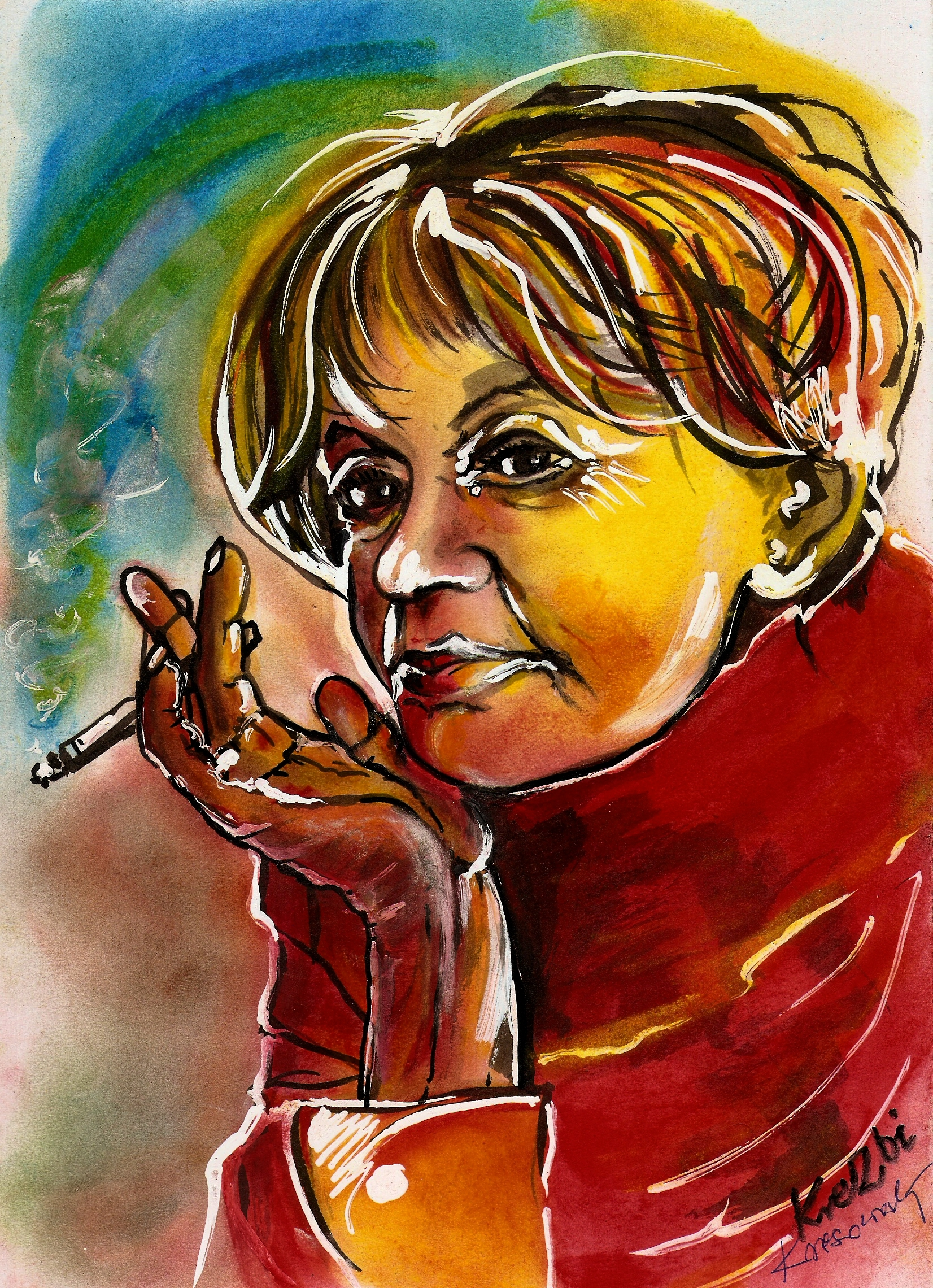
Portret autorstwa Zbigniewa Kresowatego

- „Kochać można byle jak” (muz. Wojciech Karolak, wyk. Andrzej Dąbrowski) (1965)
- „Odkładana miłość” (muz. Jan Ptaszyn Wróblewski, wyk. Alibabki) (1975)
- „Miłość jest jak niedziela” (muz. Wojciech Karolak, wyk. Ewa Bem) (1975)
- „Rycz, mała, rycz” (muz. Ryszard Rynkowski, wyk. grupa VOX) (1977)
- „Długo i szczęśliwie” (muz. Edmund Berg, wyk. Grzegorz Markowski) (1978)
- „Tak mało chcę” (muz. Zbigniew Namysłowski, wyk. Ewa Bem) (1980)
- „Wyszłam za mąż – zaraz wracam” (muz. Wojciech Karolak, wyk. m.in. Ewa Bem, Krystyna Sienkiewicz) (1980)
- „Bądź mężczyzną” (muz. Henryk Majewski, wyk Ewa Bem) 1981
- „Tylko dni” (muz. Zbigniew Jaremko, wyk. Ewa Bem) (1981)
- „Zakochany musi grać” (muz. Jerzy Słota, wyk. grupa VOX) (1985)
- „Tico Tico” (muz. Zequinha de Abreu, wyk. m.in. Iga Cembrzyńska, Ewa Kuklińska) (1986)
- „Nie lubię żonatych mężczyzn” (muz. Ryszard Poznakowski, wyk. Renata Kretówna, Irena Woźniacka) (1987)
- „Z blondynką w tle” (muz. Zbigniew Gniewaszewski) (1997)
- „Krótki metraż” (muz. Wojciech Karolak, wyk. Ewa Bem)
- „Każdy as bierze raz” (muz. Wojciech Karolak, wyk. Ewa Bem)

### Publikacje książkowe
- Na wyspach Hula-Gula, wyd. Czytelnik i PiK (1980), ISBN 83-85264-43-4
- Dziewczyny na ścianę i na życie, wyd. ROK Corporation, Warszawa (1991), ISBN 83-85344-12-8
- Pytania tendencyjne i jeszcze jedno, wyd. Świat Książki (2004), ISBN 83-7391-785-3
- Każdy szczyt ma swój Czubaszek (wraz z Arturem Andrusem), wyd. Prószyński, Warszawa (2011), ISBN 978-83-7648-950-6
- Boks na Ptaku, czyli każdy szczyt ma swój Czubaszek i Karolak (wraz z Arturem Andrusem i Wojciechem Karolakiem), wyd. Prószyński, Warszawa (2013), ISBN 978-83-7839-625-3
- Blog niecodzienny, wyd. Prószyński, Warszawa (2014), ISBN 978-83-7961-060-0
- Dzień dobry, jestem z kobry – czyli jak stracić przyjaciół w pół minuty i inne antyporady, wyd. Czerwone i Czarne, Warszawa (2015), ISBN 978-83-7700-197-4
- Nienachalna z urody, wyd. Prószyński, Warszawa (2016), ISBN 978-83-8069-350-0

### Sztuki
- Kwadrat (pierwotny tytuł brzmiał Nie truj, kochanie) reż. Andrzej Zaorski, Teatr Kwadrat w Warszawie (1984)[96]
- Włącz kolor – reż. Maria Czubaszek, II Ogólnopolskie Spotkania Estradowe OSET w Rzeszowie (1984)
- Roxy – teksty piosenek, reż. Tadeusz Pluciński, Teatr Syrena Warszawa (1989)
- Sprawa Romana K. Zbigniewa Korpolewskiego – teksty piosenek, reż. Janusz Bukowski, Teatr Syrena Warszawa (1989)
- Żona pana ministra Branislava Nusica – przekład z serbskiego, reż. Hanka Bielicka, Lubuski Teatr im. L. Kruczkowskiego w Zielonej Górze (1991)
- Przepraszam czy tu straszy (2008)

Role teatralne
- Trójka do potęgi Grzegorza Miecugowa jako chora pani, reż. Wojciech Malajkat, Teatr Syrena Warszawa (2012)
- Dużo kobiet, bo aż trzy – program składany, Teatr 6. piętro Warszawa (2015)[97]

### Filmografia
Scenariusze
- Lot 001 – serial fabularny (odcinki: 1, 2, 4, 6, 8, 9, 10, 11, 12) (1999)
- Psie serce – cykl fabularny (odcinek „Bimber”) (2002–2003)
- Na Wspólnej – serial fabularny (członek zespołu storylinerów i edytorów serialu od odcinka 376) (2003–2016)
- Brzydula – serial fabularny (odcinki: 55, 123-125, 128, 130-131, 134-135, 154, 182, 198, 201, 203, 208) (2008–2009)

Dialogi
- Telefon to twój przyjaciel – film animowany (1980)
- Murmurando – film fabularny – telewizyjny (1981)
- Filip z konopi – film fabularny (1981)

Role filmowe
- Spadkobiercy jako Maggie Mekintosz Owens, matka Jonathana Owensa (2010–2014)

Dubbing
- Rysiek Lwie Serce jako babcia (2013)